# Nesoluma polynesicum
Keahi hoặc Island Nesoluma (Nesoluma polynesicum) là một loài thực vật có hoa thuộc họ hồng xiêm, Sapotaceae. Loài này có ở Cook (New Zealand), Tubuai (Polynésie thuộc Pháp), và quần đảo Hawaii (Hoa Kỳ). Chúng hiện đang bị đe dọa vì mất môi trường sống.